# Heinrich Stenglein
Heinrich Stenglein (* 17. Januar 1928 in Frankenberg; † 28. Januar 1991 in Kulmbach) war ein deutscher Politiker (SPD).
Stenglein war nach Abschluss der Volksschule in der Lehrzeit als Zimmermann in Kulmbach. Nachdem er Kriegsteilnehmer war, studierte er an der Staatsbauschule Coburg und wurde als Hochbauingenieur bei der Stadt Kulmbach angestellt, wo er später stellvertretender Stadtbauamtsleiter.
1957 wurde Stenglein Mitglied der SPD. Er war Vorsitzender des SPD-Unterbezirks Kulmbach und Mitglied des Stadt- und Kreistags Kulmbach. Am 10. Mai 1974 rückte er für den verstorbenen Nikolaus Stamm in den Bayerischen Landtag, dem er noch bis 1990 angehörte.